# Féron
Féron är en kommun i departementet Nord i regionen Hauts-de-France i norra Frankrike. Kommunen ligger i kantonen Trélon som tillhör arrondissementet Avesnes-sur-Helpe. År 2022 hade Féron 509 invånare.

## Befolkningsutveckling
Antalet invånare i kommunen Féron
| Referens: INSEE |